# Litote
En litote (af græsk: litotes, 'enkelhed, simpelhed', af litos 'enkel, lille') er et sprogligt virkemiddel, hvor meningen er udtrykt (og forstærket) ved at benægte det modsatte af hvad der menes. For eksempel: I stedet for at sige, at en person ser godt ud, kan man sige, at hun er "ikke ligefrem grim." Litoter er en form for underdrivelse, gjort med vilje til at understrege betydningen på en mere eller mindre subtil måde. I det talte sprog kan betydningen afhænge af, hvordan udtrykket siges (gennem tryk og tone), således at "ikke dårligt" kan betyde alt fra "middelmådigt" til "strålende".